# Dalmeny (Royaume-Uni)
Pour les articles homonymes, voir Dalmeny.
 (janvier 2019).
Si vous disposez d'ouvrages ou d'articles de référence ou si vous connaissez des sites web de qualité traitant du thème abordé ici, merci de compléter l'article en donnant les références utiles à sa vérifiabilité et en les liant à la section « Notes et références ».
Dalmeny (Dùn Mheinidh en gaélique écossais) est un village et une paroisse d'Écosse. Il est situé à une quinzaine de kilomètres à l'ouest du centre-ville d'Édimbourg, au sud du Firth of Forth. Administrativement, il relève de la Cité d'Édimbourg, bien qu'il ait appartenu historiquement au West Lothian.
L'église de Dalmeny, fondée vers 1130, est un monument classé de grade A.

## Personnalités liées
- Archibald Primrose (1847-1929), Premier ministre britannique de 1894 à 1895, est enterré à Dalmeny.
- Jack Stewart-Clark (né en 1939), député européen de 1979 à 1999, est né à Dalmeny.